# اسکیپ وودز
اسکیپ وودز (انگلیسی: Skip Woods؛ زادهٔ ۴ دسامبر ۱۹۷۰) یک فیلم‌نامه‌نویس، کارگردان، و تهیه‌کننده اهل ایالات متحده آمریکا است. 